# George Yeardley
Sir George Yeardley (getauft am 23. Juli 1588 in London; † 10. November 1627 in Jamestown) war ein britisch-amerikanischer Politiker und Siedler.

## Leben
Yeardley war der Sohn des Kaufmanns Ralph Yeardley und seiner zweiten Frau Rhoda Marston. Etwa 1605 diente er unter Thomas Gates im Achtzigjährigen Krieg auf Seiten der Republik der Vereinigten Niederlande und folgte ihm dann 1610 im Auftrag der Virginia Company of London in die Colony of Virginia. Dort übernahm er militärische Führungsposten und schließlich von 1616 bis 1617 als Stellvertreter des Thomas West, 3. Baron De La Warr erstmals die Gouverneursschaft und förderte den Handel mit der Powhatan-Konföderation. Darauf kehrte er nach England zurück und heiratete Temperance Flowerdieu/Flowerdew, mit der er drei Kinder hatte. Am 24. Oktober wurde er von König Jakob I. geadelt.
Seine zweite Amtszeit als Gouverneur begann 1619 und endete 1621. Nach der drakonischen Führung Thomas Dales lockerte Yeardley die Gesetzgebung wieder und führte das House of Burgesses ein, welches in abgewandelter Form heute noch die Grundlage der Virginia General Assembly ist. Diese verhinderte jedoch große Teile des Reformprogramms Yeardleys, der auch in London die Kritik militaristischer Führungspersönlichkeiten Company ernten musste. Schließlich trat er 1621 zurück. Er behielt allerdings seinen Sitz im Staatsrat und damit einige politische Macht. Während seiner zweiten Amtszeit wurden erstmals schwarze Sklaven in die Kolonie gebracht.
Zunächst blieb Yeardley in Virginia und erweiterte seine weiten Besitztümer, auf denen er die erste Windmühle der Kolonie errichten ließ. 1624 kehrte er im Dienste der Company nach England zurück. Von 1626 bis zu seinem Tod 1627 diente er zum dritten und letzten Mal als Gouverneur Virginias, die nunmehr zur Kronkolonie gemacht worden war. Als er verstarb, heiratete seine Frau seinen Nachfolger Francis West.